# Мала подорожня книжка
«Мала подорожня книжка» — друкована збірка, видана Франциском Скориною 1522 року у Вільнюсі. Перша друкована книга видана у Великому князівстві Литовському.
Книга мала служити людям, які за характером своєї діяльності багато часу витрачали на дорогу, що призвело до назви та складу, а також до її видавничого формату 1/12 аркуша. До збірки, про що свідчить її детальний зміст, Скорина планував включити: Псалтир, Часослов, 8 акафістів та 10 канонів, Шестидневець, Соборник (включає короткі «Свята» та «Великдень» з інформацією з астрономії та цивільного календаря, післямову). Невідомо, чи всі планові частини збірки були об'єднані видавцем в одну книгу і чи видав Скорина загальну титульну сторінку з назвою «Мала подорожня книжка». Сліди такої титульної сторінки не збереглися. Назва збірки, яка давно і міцно увійшла в наукове використання — авторська — тому перший друкар сам її титулував у детальному змісті, наданому ним після «Великодня». Не всі частини «Малої подорожної книжки» однаково збереглися.

## Зміст

### Псалтир
Це 2-е видання Псалтиря (1522 рік) Скорини, воно було зроблене як перша частина «Малої подорожньої книжки» після переїзду з чеської Праги до Вільнюса. Це видання Псалтиря започаткувало друкарську справу у Великому князівстві Литовському. За кількістю збережених примірників Псалтир посідає перше місце серед інших частин «Малої подорожньої книжки», що збереглася у 9 примірниках.

### Часослов
Церковно-богослужбова книга, що містить молитви щоденних церковних служб, призначена для вжитку священиків, читців і співаків. Назва походить від слова «часи» (години) — частини церковної служби добового кола богослужінь.

### Акафісти і канони

#### Акафіст до Ісуса Христа
За змістом, наведеним у «Малій подорожній книжці», Скорина називає цей акафіст твором якогось Теоктиста, тоді як у вміщеному в ньому акровірші читається: «Делал доктор Скоринич Францискус». Можливо, Скорина переписав чужий текст, використав акафіст іншого автора, щоб скласти необхідний акровірш. У ленінградському комплекті видань Скорини на титульному аркуші цього акафіста є гравюра, в центрі якої — Діва з Ісусом Христом, а по обидва боки — два ангели. Під гравюрою надруковано заголовок: «Починаеться акафіст пресладкому імені господа нашего Ісуса Христа, глаголемы по вся дни». Текст післямови до цього акафіста надрукований червоною фарбою з кориці. Вона відкривається гравюрою з написом: «Господь наш Ісус Христос во храме навчаеть законовчителей Іудейских».

### Шестидневець
Четвертий компонент «Малої подорожньої книжки» «Шестидневець короткий на весь тиждень, починаючи з суботи, за звичаєм усіх східних церков». Займає 36 аркушів друкованого тексту, але ні передмовою, ні післямовою видавця не супроводжуються.

## Історія вивчення
Іван Доброславський вперше ввів «Малу подорожню книжку» в наукове використання у 1796 році. Доброславський також знав про загальну післямову до книги, але не розголошував її змісту. У 1813 році Василь Сопіков описав Псалтир, який вважав незалежним виданням, надрукованим у Вільнюсі близько 1525 року, а також 14 акафістів і канонів. У 1825 році Петро Кеппен вперше назвав Шестидневець і Соборник, як і Доброславський, частиною одного видання. У 1849 році Іван Сахаров у «Хронологічному живописі слов'яно-руської бібліографії» описав 16 акафістів і канонів у «Малій подорожній книжці», вводячи в науковий обіг раніше невідомий акафіст і канон Ісуса. У 1878 році Іван Каратаєв у «Описі слов'яно-руських книг, надрукованих кириличними літерами» охарактеризував видання як «Малу подорожню книжку». Владимиров Петро також вважав «Малу подорожню книжку» одним виданням.
У радянські часи існували думки, що кожна з книг є окремим виданням, вказуючи на окреме фоліювання, вихідні дані та власну титульну сторінку. Час публікації мав бути 1525 рік, після вільнюського Апостола. Однак, знайшовши копію повного «Великодня» в Копенгагені, дата публікації була визначена 1522 роком. До середини 1970-х років видання мало назву «Малий подорожній буклет», а в 1975 році після твору Ярослава Ісаєвича встановлено сучасну назву книги.
Книги «Малої подорожної книжки» збереглися у відносно невеликій кількості: найпоширенішими є Псалтир та Часослов (по 9 примірників у кожній), найрідкіснішими є Каяльний канон (2 екземпляри), Соборник та Шестидневець (по 4 примірника у кожному) та «Великдень», як невід'ємна частина Соборника, що зберігся лише в одній копії в Копенгагені.